# Racing Club de France
Pour les articles homonymes, voir RCF.
Le Racing Club de France (RCF), est un club omnisports parisien fondé le 20 avril 1882 sous le nom de « Racing Club ». Son siège se situe rue Éblé à Paris et il dispose de longue date d'installations sportives rue de Saussure dans le 17e arrondissement de Paris, ainsi qu'à Colombes (stade Yves-du-Manoir) et à Versailles.

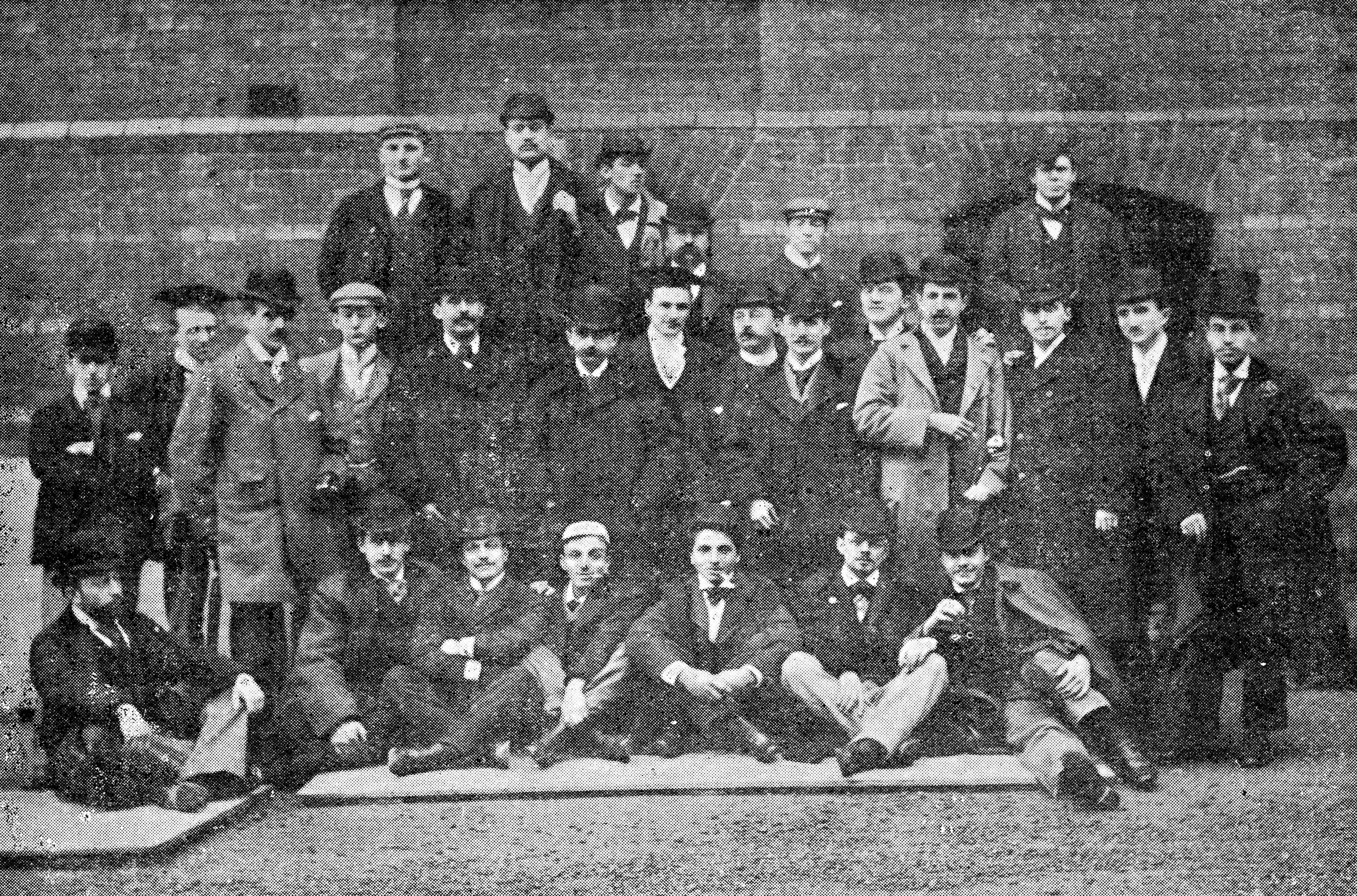
L’équipe de football-rugby du RCF à Oxford, en février 1894.

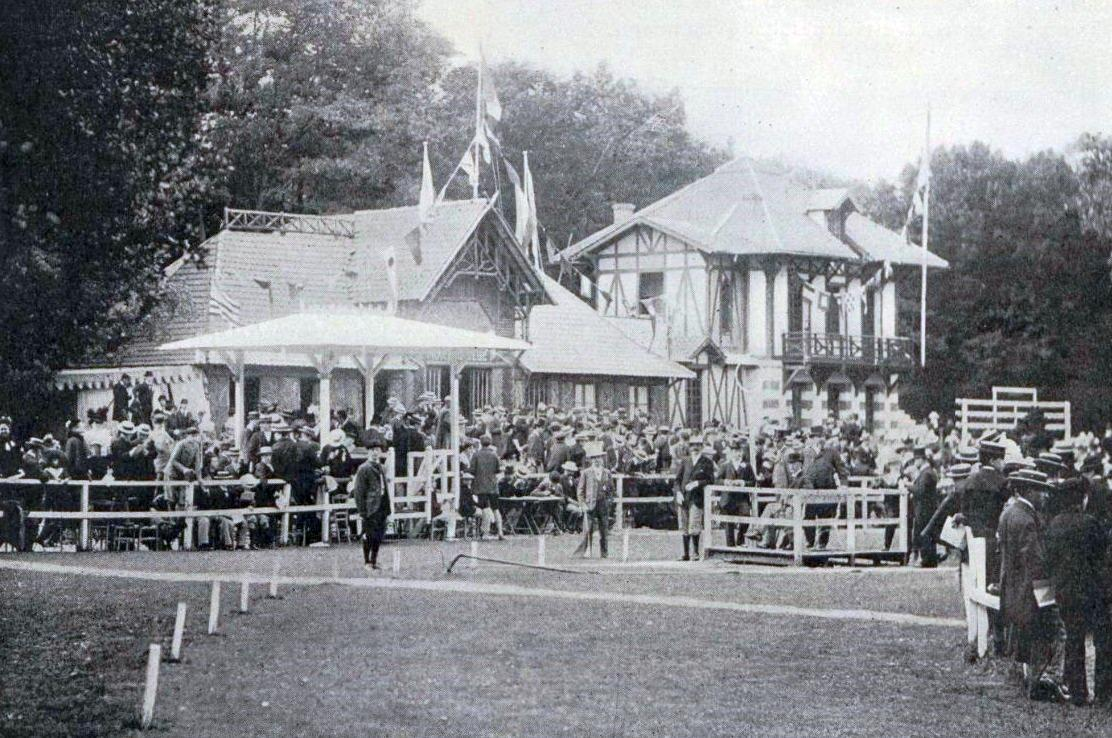
Le nouveau chalet de Racing Club de France, en 1897.

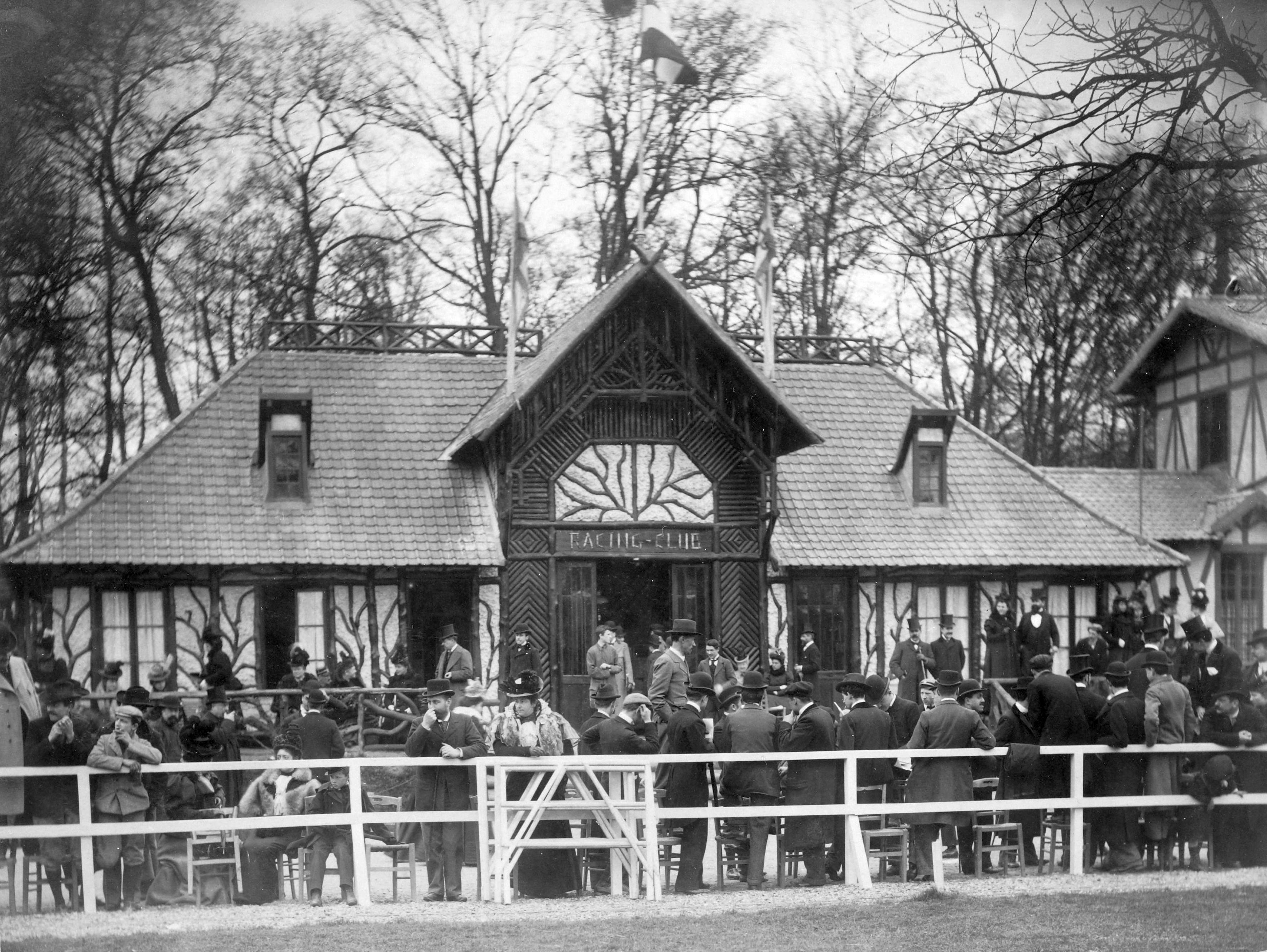
Le club-house du Racing, en 1898.

Logo du Racing Club de France au début des années 2000.

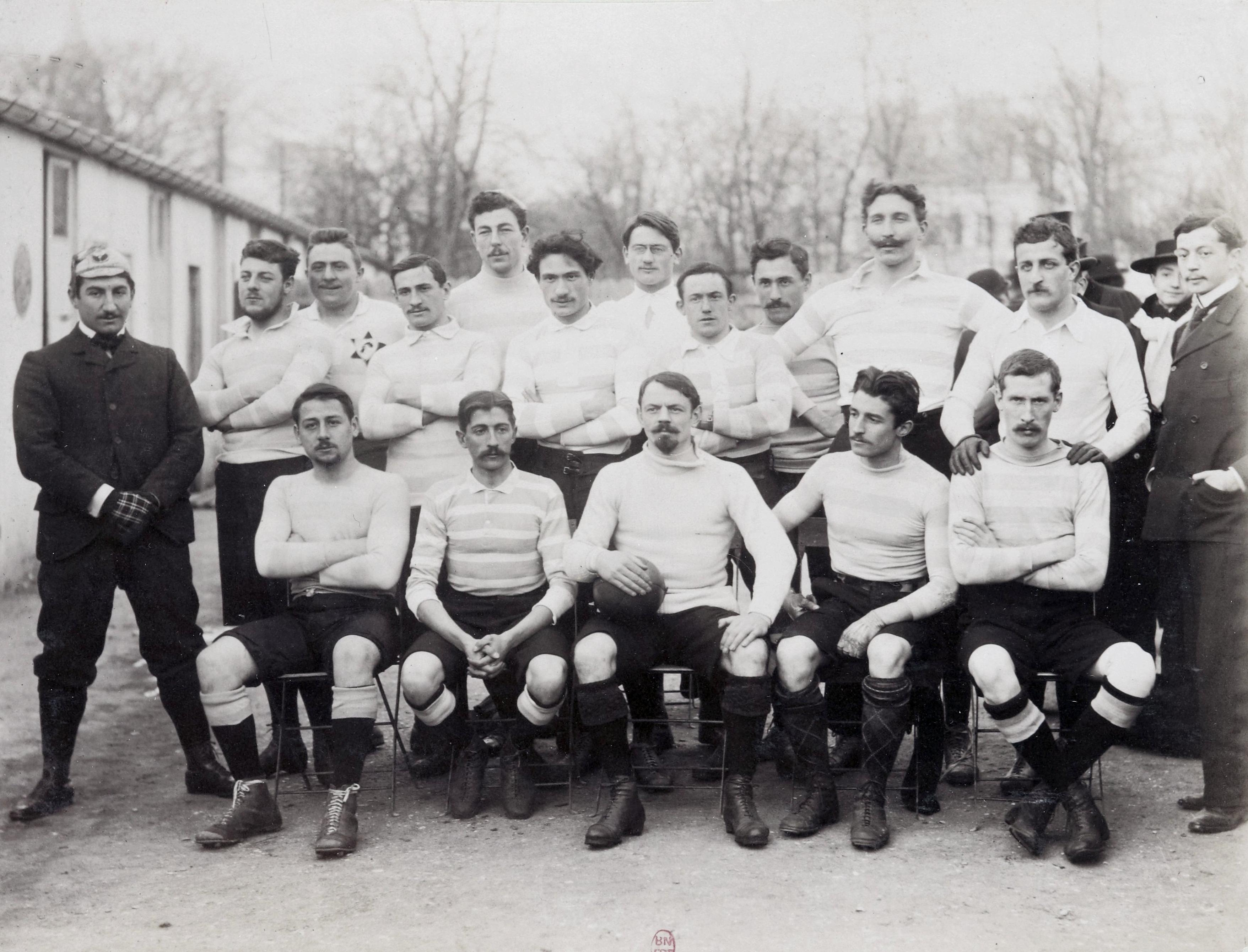
L'équipe de rugby du Racing en décembre 1899.

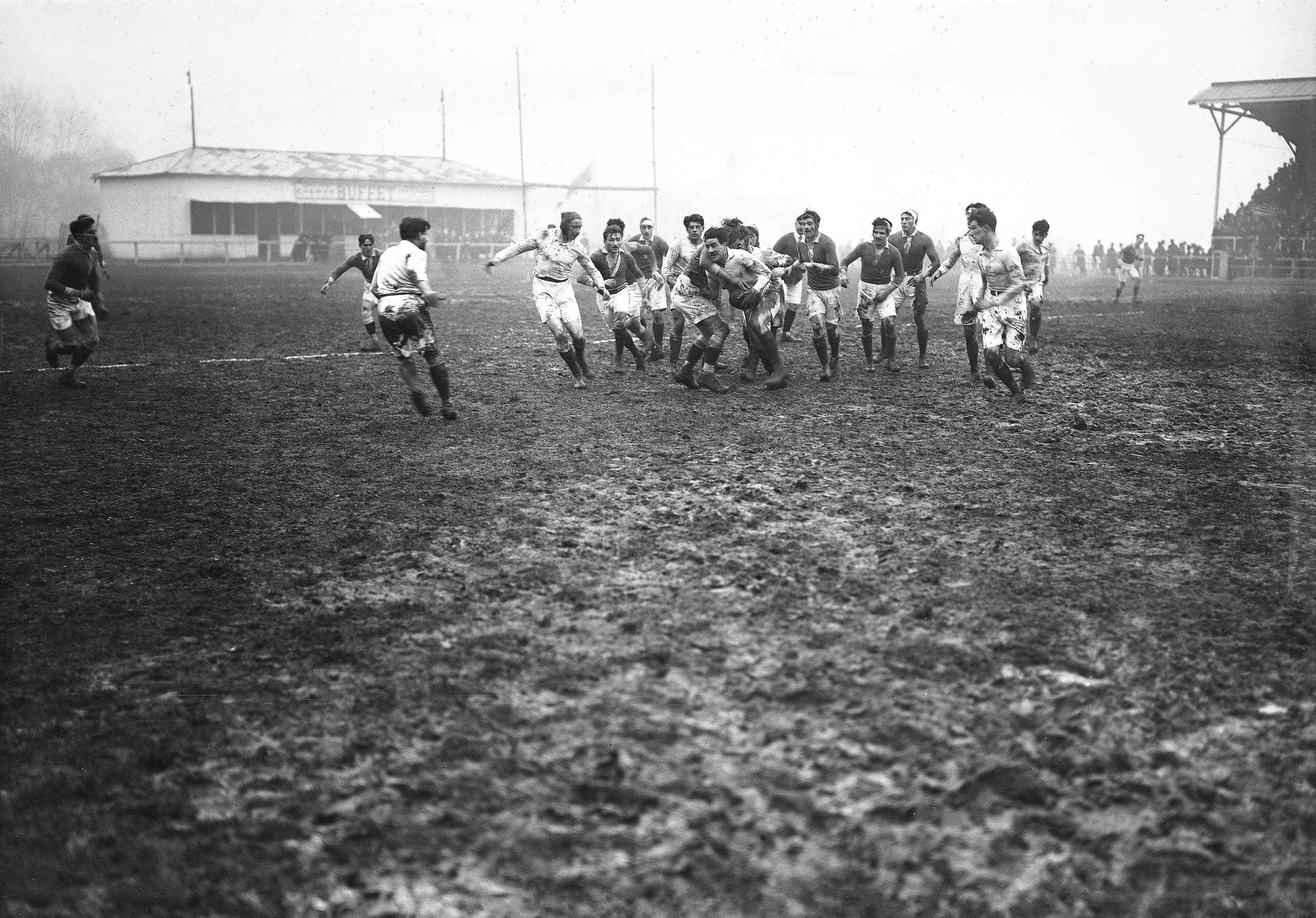
Match de rugby de l'Olympique de Paris affrontant le Racing Club de France, le 18 janvier 1920.

## Histoire

### Fondation
C'est à l'origine un club d'athlétisme, imaginé par des élèves du lycée Condorcet, qui s’entraînent à la course à pied, faute de mieux, sous le hall de la gare Saint-Lazare et c’est là qu'est fondé officiellement le club.
Le Racing Club change de nom pour adopter celui de Racing Club de France le 21 novembre 1885. Le RCF obtient la concession par le conseil municipal de Paris d'une grande plaine au sein du bois de Boulogne : le parc aux Biches. Une piste en herbe d'un peu moins de cinq cents mètres, un chalet servant de vestiaire et le centre de la Croix-Catelan est né le 26 février 1886, accueillant déjà un millier d'adhérents, essentiellement issus des lycées bourgeois de l’Ouest parisien (Condorcet, Janson-de-Sailly) et des quartiers bourgeois de Paris (16e, 17e, 8e arrondissements). Ce lieu devient un des rendez-vous les plus courus de Paris. 
Sur un terrain à côté de la piste d'athlétisme, le club a construit deux courts de tennis sur gazon. Quatre autres courts en gazon ont été construits des années plus tard, mais en raison de la difficulté à entretenir le gazon, ils ont été transformés au fil des ans en pistes de terre.
En 1978, le RCF est un des fondateurs et adhérents du Groupement national des clubs omnisports (GNCO), devenu la Fédération française des clubs omnisports (FFCO) en 1988.

### Direction
Le club aux couleurs ciel et blanc fut dirigé par des présidents renommés, ce titre étant très honorifique et recherché (le premier fut Ferdinand de Lesseps) mais surtout par des secrétaires généraux chargés de la politique sportive. Le plus célèbre des secrétaires généraux du RCF fut Georges de Saint-Clair (1884), fondateur en compagnie de Pierre de Coubertin et de Jules Marcadet de l'Union des sociétés françaises de sports athlétiques (USFSA). Il écrivit en 1887 Les Sports athlétiques et les exercices de plein air. Il fut l’un des théoriciens du mouvement sportif en France. De la rencontre du RCF et du Stade Français, naquit la première Union, puis Fédération d'Athlétisme en 1887. Michel Gondinet, avocat de profession, dirigea le RCF de 1891 à 1902.

### Un palmarès riche
En mars 1892, le Racing Club de France devient le premier club champion de France de rugby à XV en battant le Stade français. Précurseur dans de nombreux domaines, le Racing peut aussi s'enorgueillir d'avoir été le premier club vainqueur d'une coupe d'Europe. En 1963, la section escrime du club offre la première coupe d'Europe, tous sports confondus, à la France. Emmenés par Jean-Claude Magnan et Jack Guittet, l'équipe d'épée du RCF s'octroie la coupe d'Europe des clubs champions d'escrime. À Heidenheim (Allemagne de l'Ouest), elle dispose, en finale, du champion suédois, pourtant favori.
Le 17 septembre 1967, à Bruxelles, la section tennis du Racing, avec dans ses rangs des joueurs tels que Pierre Darmon, François Jauffret et Georges Goven, remporte la première Coupe du marché commun — qui deviendra très vite la Coupe d'Europe des clubs champions — face aux Milanais de Canottieri-Olona, Pietrangeli et Mulligan. Plus tard, cette équipe s'adjuge la Coupe intercontinentale, en allant battre Porto Alegre au Brésil.
De nouveau en section escrime, le Racing Club de France remporte la coupe du monde des clubs en 1998, en épée masculine. Levallois lui succède en 2004.

### AuXXIesiècle
Le RCF a été le premier club européen en termes d'effectif et de palmarès : plus de 20 000 membres actifs, 93 médailles olympiques, 53 titres de champion du monde, 30 coupes d'Europe, 115 titres de champion d'Europe et plus de 1 000 titres de champion de France.
En 2006, le Racing Club de France vit un tournant considérable lié à la perte de la concession de la Croix-Catelan, accordée depuis 120 ans par la mairie de Paris, contre une redevance symbolique, en échange d'une politique sportive ambitieuse. La perte de ce centre qui générait les seuls excédents de recettes du club a provoqué la quasi-faillite du RCF, qui a dû se replier sur ses sites de Versailles, le golf de La Boulie et de la rue de Saussure dans le 17e arrondissement de Paris. Le site de la Croix-Catelan, anciennement appelé Racing Club de France, se nomme désormais le Lagardère Paris Racing. Douze des sections sportives ont été reprises par le nouveau concessionnaire, le Groupe Lagardère (athlétisme, badminton, basket ball, décathlon moderne, escrime, judo, natation, pentathlon moderne, ski, tennis, tir, triathlon, volley ball). Les sections football, golf, hockey sur gazon, rugby sont restées au Racing Club de France, football et rugby devant être reprises sous ce nom par des sociétés privées pour survivre.
Cette situation est en voie d'évolution, certaines sections (tennis, ski, tir, water polo, judo, natation, badminton) ayant d'ores et déjà été relancées ou reprises par le Racing. Le site de la rue Éblé dans le 7e arrondissement, ancien siège historique du RCF loué au Lagardère Paris Racing, a fait l'objet en 2014 d'un accord de restitution au RCF. En 2017, le Racing Club de France envisage de transformer une partie de son siège en hôtel pour le rentabiliser : le bâtiment de 8 000 m2 ferait ainsi l'objet de travaux qui supprimeraient les courts de tennis et des espaces de vestiaires mais conserveraient les deux piscines, les pistes d'escrime et le dojo de judo. La façade resterait également identique. Le projet fut définitivement abandonné et n'est plus d'actualité.

## Anciennes sections
- Le Racing Club de France a disposé durant plusieurs périodes distinctes de son histoire (années 1930, après-guerre et années 1960) d'une section hockey sur glace. Au tout début des années 1950, celle-ci a glané deux titres de champion de France avant de suspendre ses activités[11]. L'histoire de cette section est toutefois très liée à celle de l'actuel club des Français Volants. Voir Racing Club de France (hockey sur glace).
- L'ancienne section masculine de tennis de table a décroché sept titres de champion de France de première division (Nationale 1) en 1934, 1946, 1948, 1950, 1951, 1960 et 1961 avec les multiples champions de France Marcel Barouh, Michel Haguenauer et Guy Amouretti.
- Une section baseball a existé entre 1925 et 1930 participant même à la finale du championnat de France en 1928[12].
- La section de basket-ball a remporté le championnat de France à trois reprises en 1951, 1953 et 1954.
- Une section de handball a existé. Chez les hommes, elle a participé au championnat de France, au moins lors des saisons 1963-1964 et 1964-1965 et deux de ses joueurs, Roger Lambert et Maurice Friedrich, ont participé au Championnat du monde 1961. Chez les femmes, elle a atteint la finale du Challenge de France en 1977[13], a évolué en championnat de France au moins de 1982 à 1984 et lors de la saison 85/86 après avoir été championne de France de D2 en 1985.

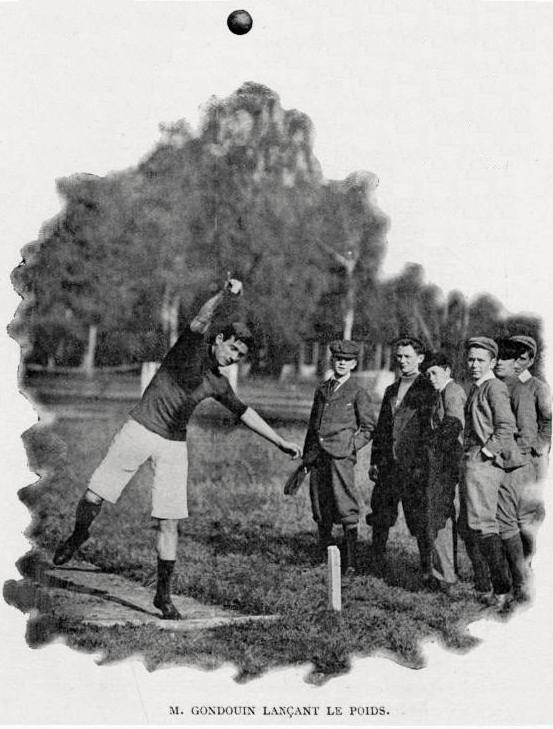
1
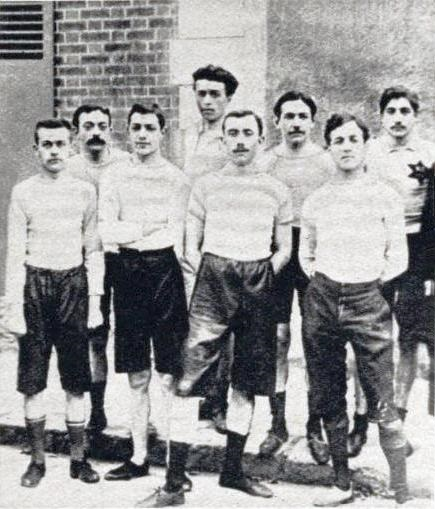
2
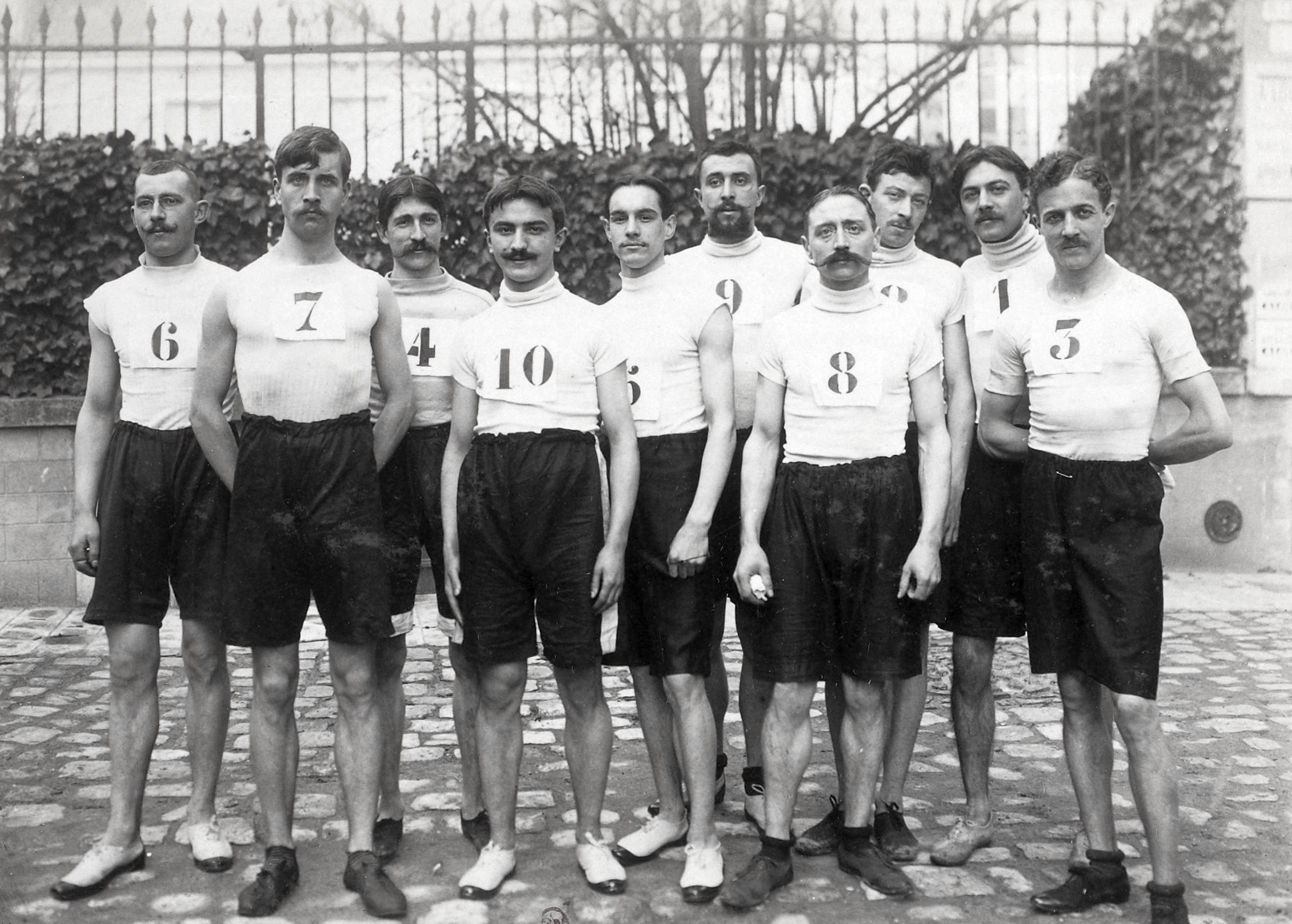
3

1. Charles Gondouin du RCF, au lancer du poids en décembre 1895.
2. L'équipe du RCF victorieuse du championnat de France de cross-country en 1896. De gauche à droite Albin Lermusiaux 2e, Félix Bourdier 3e et Michel Soalhat vainqueur individuel.
3. L'équipe du RCF au National  de cross-country en 1902 : no 1 Bottieau, no 2 Michel Théato, no 3 Louis Bonniot de Fleurac, no 4 Jean Chastanié, no 5 Georges Filiâtre, no 6 Edmond Filiâtre, no 7 Th. Burns, no 8 A. Marchais, no 10 Jean-Guy Gautier.

## Sections duRCFjusqu'en 2006
- Athlétisme (depuis 1882)
- Badminton (depuis 1937)
- Basket-ball (depuis 1922)

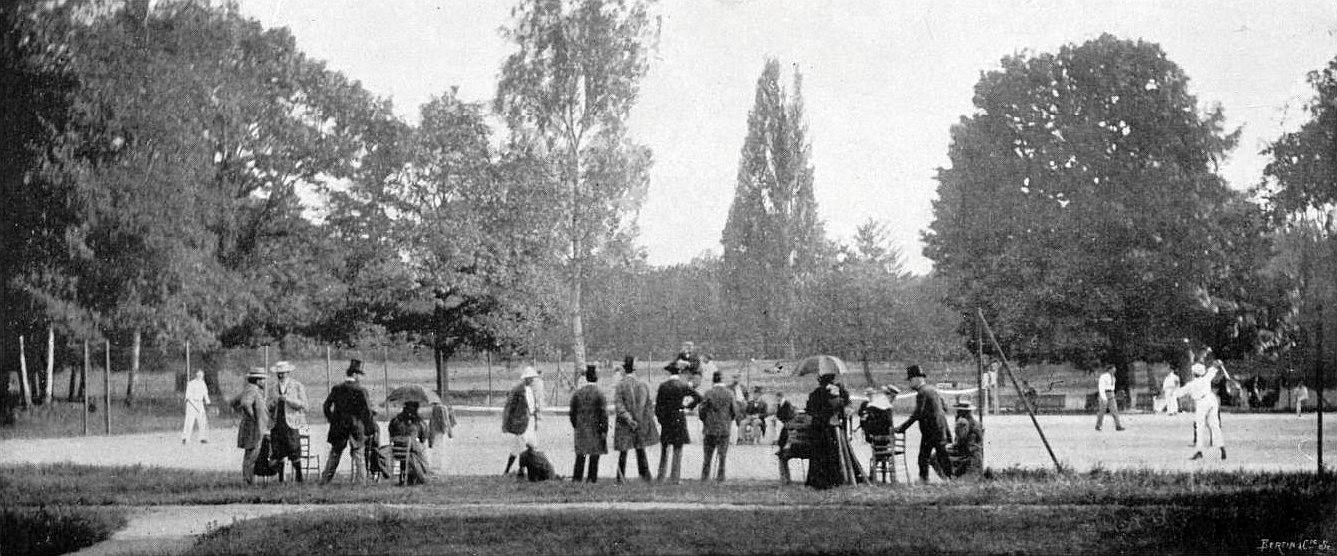
Les cours de lawn-tennis du RCF, au milieu des années 1890.

- Décathlon olympique moderne (depuis 1958)
- Escrime (depuis 1947)
- Football (depuis 1896)
- Golf (depuis 1950)
- Hockey sur gazon (depuis 1897)
- Judo (depuis 1945)
- Natation (depuis 1923)
- Pentathlon moderne (depuis 1989)
- Rugby à XV (depuis 1892)
- Ski (depuis 1942)
- Tennis (depuis 1887)
- Tir (depuis 1958)
- Triathlon (depuis 1984)
- Volley-ball (depuis 1941)
- Water-polo (depuis 1882)

## Sections depuis 2006
Le RCF dispose des sections suivantes :
- Athlétisme
- Badminton
- Boxe
- Danse depuis 2023
- Escrime
- Football
- Golf
- Hockey sur gazon
- Judo
- Natation
- Ski

•  Tennis
- Tir
- Volley-ball (disparu en 2009)
- Water-polo : le Racing Club de France a régulièrement aligné une équipe masculine en championnat de France, quel que soit le niveau et a décroché deux fois le titre de champion de France en 1951 et 1955. En 2024-2025, l'équipe phare joue en Championnat de France de 2e division (National 1).